# Фреяк Віталій Йосифович
Віталій Йосифович Фре́як (нар. 17 листопада 1973, Бучач) — український самоврядовець, управлінець, громадсько-політичний діяч. Бучацький міський голова (голова Бучацької міської громади, з 25 жовтня 2020).

## Життєпис
Віталій Фреяк народився 17 листопада 1973 року в Бучачі, нині — Чортківського району Тернопільської области України.
Батько — Йосип Фреяк — працював, зокрема, на посадах директора Бучацького держлісгоспу.
Закінчив факультет міжнародного бізнесу та менеджменту Тернопільської академії народного господарства (1995, нині Західноукраїнський національний університет, спеціаліст-економіст), Інститут підвищення кваліфікації працівників Промінвестбанку України (1996).
Працював:
- головним спеціалістом комерційного бучацького відділу АКБ Україна-Економіка (1995);
- економістом кредитного відділу Бучацького відділення Промінвестбанку (1995);
- в.о. керівника бучацького відділення Державного ощадного банку України (1999);
- керівником Бучацького відділення № 6354 Державного ощадного банку України (1999—2011);
- керівником територіально-відокремленого безбалансового відділення ПАТ «Державний ощадний банк України» (2011—2015).

### Громадсько-політична діяльність
- Депутат Бучацької районної ради (IV, V, VI), член бюджетної комісії.
- Голова Бучацької РДА з 21 травня[4] по 24 грудня[5] 2015 року.
- З грудня 2015 року — голова Бучацької районної ради.
- З 25 жовтня 2020 року — бучацький міський голова (голова Бучацької міської громади).
- Певні епізоди його діяльности нерідко критикували на шпальтах «Бучацького інформаційного порталу»[6][7][8][9][10][11][12].

### Родина
Брат, Василь Йосифович Фреяк (17 січня 1976, с. Підзамочок, Бучацький район — 12 березня 2021) — український лісівник. Закінчив Український державний лісотехнічний університет (спеціальність — лісове господарство). Працював помічником лісничого Бучацького лісництва Бучацького держлісгоспу, лісничим Заліщицького
лісництва ДП Чортківське лісове господарство (1999—2014), директором ДП Чортківське лісове господарство (2014—2020).